# Johan Fredrik Martin
Pour les articles homonymes, voir Martin.
Johan Fredrik Martin, né le 8 juin 1755 à Stockholm et mort le 28 septembre 1816 dans la même ville, est un graveur suédois.

## Biographie
Johan Fredrik Martin naît le 8 juin 1755 à Stockholm.
Il part en 1770 pour l'Angleterre, où il prend des leçons de gravure chez son frère Elias. Il est influencé par d'autres graveurs dont Wollett.
Il publie une série de vues de Stockholm avec son frère. Il grave des portraits et des vues.
Johan Fredrik Martin meurt le 28 septembre 1816 dans sa ville natale.